# Christopher James, 5. Baron Northbourne
Christopher George Walter James, 5. Baron Northbourne (* 18. Februar 1926; † 8. September 2019) war ein britischer Adliger und Politiker.

## Leben
Er wurde am Eton College und am Magdalen College der University of Oxford ausgebildet. Er war Landwirt und von 1971 bis 1996 Direktor der Anglo-Indonesien Corporation und war seit 1975 Vorstandsvorsitzender von Betteshanger Farms Ltd.
Beim Tod seines Vaters, Walter James, 4. Baron Northbourne, der bei den Ruderwettbewerben bei Olympischen Sommerspielen 1920 in Antwerpen eine Silbermedaille mit dem Achter gewonnen hatte, erbte er 1982 dessen Adelstitel als 5. Baron Northbourne und wurde damit verbunden auch Mitglied des House of Lords.
In der Folgezeit übernahm Lord Northbourne weitere Funktionen in der Privatwirtschaft und war zwischen 1987 und 1992 Vorstandsvorsitzender von Kent Salads Ltd sowie daneben von 1986 bis 1996 Direktor von Chillington Corporation plc. Des Weiteren war er zwischen 1987 und 1996 Direktor von Center Parcs Ltd und zugleich von 1988 bis 1996 von Center Parcs plc sowie zwischen 1986 und 1990 Regionaldirektor der Lloyds Banking Group.
Lord Northbourne, der seit 1996 Deputy Lieutenant der Grafschaft Kent sowie Fellow des Royal Institution of Chartered Surveyors war, befasste sich als Mitglied des Oberhauses vor allem mit Landwirtschaft, Bildung und Kinderangelegenheiten. Im Oberhaus gehörte der parteilosen Fraktion der Crossbenchers an.
Mit der Verabschiedung des House of Lords Act 1999 verlor er seinen erblichen Anspruch auf einen Sitz im House of Lords. Er wurde jedoch als einer der 92 gewählten Vertreter der Erbpeers gewählt, die nach der Reform im House verblieben.
Aus seiner Ehe mit Aliky Claudel (* 1937), Enkelin des Paul Claudel, hatte er drei Söhne und eine Tochter, darunter sein ältester Sohn Charles (* 1960), der ihn 2019 als 6. Baron Northbourne beerbte.